# آنا سمینوویچ
آنا گریگوریفنا سمیِنوویچ (به روسی: Анна Григорьевна Семенович) (زاده: ۱ مارس ۱۹۸۰) مانکن، بازیگر و خواننده روسی می‌باشد.